# أمادورا
أَمَدُورة أو أَمَدُورا أو (نقحرة: أمادورا) (Amadora) هي مدينة برتغالية تقع شمال غرب لشبونة. عدد سكان المدينة هو 175,872 نسمة. مساحتها الكلية 23,77 كم2، وهي من أكثر مناطق البرتغال كثافة سكانية. تأسست المدينة في 11 سبتمبر 1979. تمثل أمادورا منطقة مدنية ممتدة مع العاصمة البرتغالية لشبونة، وتشترك المدينتان بنفق واحد وشبكة نقل ومحطة قطار. يوجد في المدينة جالية أفريقية ضخمة قدمت من أنغولا والرأس الأخضر. تنظم المدينة احتفالاً سنوياً يسمى "مهرجان أمادورا للقصص المصورة العالمي.

## أعلام
- جواو موريرا
- ديانا سيلفا
- ريكاردو أندريه
- مانويل فيرنانديز
- روي كوستا
- هنريكي مينديز

## وصلات خارجية
- الموقع الرسمي